# Тівяков Сергій Миколайович
Сергій Миколайович Тівяков (рос. Сергей Николаевич Тивяков; нар. 14 лютого, 1973, Краснодар) – російський шахіст, представник Нідерландів від 1999 року, гросмейстер від 1991 року.

## Шахова кар'єра
В шахи почав грати в п'ять років. До 1984 року займався в шаховій школі Василя Смислова. 1989 року в Пуерто-Рико став чемпіоном світу серед юнаків до 16 років, через рік у Сінгапурі – чемпіоном світу до 18 років. У 1992 році переміг у турнірах за швейцарською системою у Геусдалі та Москві (меморіал Олександра Алехіна). Наступного року посів 1-ше місце в Ростові, поділив 1-ше місце в Геусдалі (разом зі Спірідоном Скембрісом), а також досягнув значного успіху, посівши 5-те місце на міжзональному турнірі ПША (федерації, яка конкурувала з ФІДЕ) у Гронінгені Й здобувши право грати в матчах претендентів. У чвертьфіналі, який відбувся 1994 року в Нью-Йорку, на дограванні поступився Майклові Адамсу з рахунком 6½ - 7½. Того самого року єдиний раз виступив за збірну Росії на шаховій олімпіадіj, здобувши в Москві золоту медаль.
Досягнув успіхів у міжнародних змаганнях у таких роках:
- 1994 – Калькута (посів 1-ше місце), Вейк-ан-Зеє (турнір Hoogovens, посів 2-ге місце позаду Предрага Ніколича),
- 1996 – Буенос-Айрес (меморіал Мечислава Найдорфа, поділив 1-ше місце разом з Жорді Мажемом),
- 1997 – Джакарта (посів 1-ше місце), Пекін – двічі (турнір Tan Chin Nam Cup, посів 1-ше місце, а також турнір Lee Cup, поділив 1-ше місце разом з Борисом Альтерманом),
- 1998 – Гронінген (посів 1-ше місце разом з Вадимом Міловим), Арко (поділив 1-ше місце разом з Мікеле Годеною, Романом Слободяном i Георгієм Тимошенком),
- 1999 – Гронінген (посів 1-ше місце), Хогевен (поділив 1-ше місце разом з Михайлом Гуревичем, Олександром Береловичем, Звулоном Гофштейном i Рустамом Касимджановим),
- 2000 – Вейк-ан-Зеє (турнір Corus-B, поділив 1-ше місце разом з Олександром Оніщуком i Борисом Аврухом), Геусдал (посів 1-ше місце),
- 2002 – Леуварден (чемпіонат Нідерландів, посів 2-ге місце на дограванні поступившись Люкові ван Велі), Копенгаген (турнір Politiken Cup, поділив 1-ше місце разом з Олександром Бєлявським i Рубеном Фельгаєром), Каїр (посів 1-ше місце), Сен-Венсані (поділив 1-ше місце разом з Володимиром Малаховим, Володимиром Єпішиним i Андрієм Волокітіним),
- 2003 – Малага (посів 1-ше місце), Дакка (поділив 1-ше місце разом з Зіауром Рахманом i Маратом Джумаєвим), Леуварден (чемпіонат Нідерландів, посів 2-ге місце позаду Люка ван Велі),
- 2004 – Фліссінген (поділив 1-ше місце разом з Крішнаном Сашикіраном i Даніелем Стеллвагеном), Дірен (посів 1-ше місце), Леуварден (чемпіонат Нідерландів, 3-тє місце позаду Люка ван Велі та Івана Соколова), Ізмір (посів 1-ше місце), Аден (посів 1-ше місце),
- 2005 – Геусдал (посів 1-ше місце), Нейва (посів 1-ше місце), Леуварден (чемпіонат Нідерландів, 3-тє місце позаду Люка ван Велі та Даніеля Стеллвагена), Сулсона (поділив 1-ше місце позаду Мірчі-Еміліана Пирліграса i Ауреліена Дуніса),
- 2006 – Гілверсум (чемпіонат Нідерландів, посів 1-ше місце), Сен-Венсан (посів 1-ше місце), Амстердам (поділив 1-ше місце разом з Сергієм Еренбургом i Фрісо Нейбуром), Баньолас (поділив 1-ше місце разом Тігером Гілларпом Перссоном, Єнсом Крістіансеном i Віктором Корчним),
- 2007 – Гілверсум (чемпіонат Нідерландів, посів 1-ше місце), Фліссінген (поділив 1-ше місце разом з Фабіано Каруаною i Ральфом Аппелем), Трієст (поділив 1-ше місце разом з Володимиром Бакланом), Монреаль (посів 2-ге місце позаду Василя Іванчука),
- 2008 – Пловдив (чемпіонат Європи, посів 1-ше місце)[3], Нептун (поділив 1-ше місце разом з Жаном-П'єром Ле-Ру), Гельсінгер (турнір Politiken Cup, поділив 1-ше місце разом з Володимиром Малаховим, Юрієм Кузубовим, Петером Гейне Нільсеном, Борисом Савченком i Йонні Гектором), Братто (поділив 1-ше місце разом з Карлосом Матаморосом Франко i Володимиром Бурмакіним) Трієст (поділив 1-ше місце разом з Маріном Босіочичем),
- 2009 – Нойштадт (посів 1-ше місце), Вроцлав (поділив 1-ше місце разом з Вадимом Малахатьком i Володимиром Бакланом), Хогевен (посів 1-ше місце),
- 2010 – Богота (поділив 1-ше місце разом з Еміліо Кордовою), Лейден (поділив 1-ше місце разом з Предрагом Ніколичем),
- 2011 – Фагернес (посів 1-ше місце), Мешхед (поділив 1-ше місце разом із, зокрема, Євгеном Глейзеровим i Мерабом Гагунашвілі), Богота (поділив 1-ше місце разом з Лазаро Брузоном i Бартоломеєм Мачеєю),
- 2012 – Розендал (поділив 1-ше місце разом з Мартином Кравцівим),
- 2014 – Бейрут (поділив 1-ше місце разом з Азером Мірзоєвим i Кирилом Ступаком), Амстердам (чемпіонат Нідерландів, посів 2-ге місце), поділив 1-ше місце в Монреалі (турнір Canadian Open, разом з Робіном ван Кампеном i Ехсаном Гаемом Магамі[4],
- 2015 – Таллінн (меморіал Пауля Кереса, Швидкі шахи, посів 1-ше місце)[5].

Чотири рази брав участь чемпіонатах світу ФІДЕ, які проходили за олімпійською системою:
- 1997 – дійшов до 3-го раунду (в якому поступився Майклові Адамсу),
- 1999 – пройшов до 2-го раунду (в якому поступився Володимиру Крамнику),
- 2001 – пройшов до 2-го раунду (в якому поступився Русланові Пономарьову),
- 2004 – пройшов до 2-го раунду (в якому поступився Лівіу-Дітерові Нісіпяну).

Був також учасником Кубка світу 2005 (дійшов до 3-го раунду) i Кубка світу 2007 (пройшов до 2-го раунду).
Неодноразово представляв збірну Нідерландів, а також Росії, на командних змаганнях, зокрема:
- шість разів на шахових олімпіадах (1994, 2000, 2002, 2004, 2006, 2014); медаліст: у командному заліку – золотий (1994)[7],
- на командному чемпіонаті світу (2013)[8],
- п'ять разів на командних чемпіонатах Європи (1999, 2001, 2003, 2005, 2007); триразовий медаліст: у командному заліку – двічі золотий (2001, 2005), а також в особистому заліку – золотий (2001 на 3-й шахівниці)[9].

Найвищий рейтинг Ело дотепер мав станом на 1 жовтня 2005 року, досягнувши 2699 пунктів, посідав тоді 20-те місце в світовій класифікації ФІДЕ, водночас посідав 1-ше місце серед нідерландських шахістів.

## Зміни рейтингу
| На цьому місці має відображатися графік чи діаграма, однак з технічних причин його відображення наразі вимкнено. Будь ласка, не видаляйте код, який викликає це повідомлення. Розробники вже працюють для того, щоби відновити штатне функціонування цього графіка або діаграми. | |
| | На цьому місці має відображатися графік чи діаграма, однак з технічних причин його відображення наразі вимкнено. Будь ласка, не видаляйте код, який викликає це повідомлення. Розробники вже працюють для того, щоби відновити штатне функціонування цього графіка або діаграми. |